# Šúrovce
Šúrovce is een Slowaakse gemeente in de regio Trnava, en maakt deel uit van het district Trnava.
Šúrovce telt 2.245 inwoners.